# Ravenna (Kentucky)
Ravenna és una població dels Estats Units a l'estat de Kentucky. Segons el cens del 2000 tenia 693 habitants.

## Demografia
Segons el cens del 2000, Ravenna tenia 693 habitants, 301 habitatges, i 207 famílies. La densitat de població era de 723,2 habitants/km².
Dels 301 habitatges en un 25,9% hi vivien nens de menys de 18 anys, en un 50,8% hi vivien parelles casades, en un 15,3% dones solteres, i en un 31,2% no eren unitats familiars. En el 29,6% dels habitatges hi vivien persones soles el 16,6% de les quals corresponia a persones de 65 anys o més que vivien soles. El nombre mitjà de persones vivint en cada habitatge era de 2,3 i el nombre mitjà de persones que vivien en cada família era de 2,8.
Per edats la població es repartia de la següent manera: un 20,5% tenia menys de 18 anys, un 9,4% entre 18 i 24, un 28% entre 25 i 44, un 24,2% de 45 a 60 i un 17,9% 65 anys o més.
L'edat mediana era de 39 anys. Per cada 100 dones de 18 o més anys hi havia 82,5 homes.
La renda mediana per habitatge era de 30.583 $ i la renda mediana per família de 33.438 $. Els homes tenien una renda mediana de 25.833 $ mentre que les dones 17.813 $. La renda per capita de la població era de 14.089 $. Entorn del 16% de les famílies i el 17,6% de la població estaven per davall del llindar de pobresa.

## Poblacions més properes
El següent diagrama mostra les poblacions més properes.